# Enterprise Wiki
Ein Enterprise Wiki (auch Corporate Wiki, Firmenwiki, Unternehmenswiki oder Organisationswiki) ist ein Wiki, bei dem die Funktionen eines üblichen Wikis angepasst und erweitert wurden, um es an die Anforderungen in Unternehmen anzupassen. Enterprise Wikis sind Teil des internen Wissensmanagements und in der Regel nur im Intranet verfügbar. In Abhängigkeit von dem Zweck ihres Einsatzes kann es mehrere – innerhalb eines Unternehmens meist parallel betriebene – Arten von Enterprise Wikis geben: Pedias sind inhaltlich umfassend und richten sich an alle Mitarbeiter, während Bereichs-, Team-, Themen-, Projekt- und persönliche Wikis inhaltlich fokussiert sind und personell eingeschränkt sein können. Eine solche Vielzahl von internen Wikis wird IT-technisch meist auf Basis einer Wiki-Farm betrieben. Der Begriff findet sich auch bei konkreten Projekten im Internet wie dem Unternehmens-Wiki.
Enterprise Wikis sind neben Enterprise Social Networks ein wesentlicher Baustein im Gesamtkontext von Enterprise 2.0.

## Funktion
Wikis bieten den Unternehmen die Möglichkeit, dass:
- Mitarbeiter ihr Wissen teilen und gemeinsam arbeiten können.
- Das implizite Wissen des einzelnen Mitarbeiters zu explizitem Gruppen- oder Unternehmenswissen wird.

Durch den Einsatz von Enterprise Wikis kann der Informationsfluss im Unternehmen verbessert werden. Das ist insbesondere in agilen Arbeits- und Organisationsformen von besonderer Bedeutung.
Semantische Wikis erlauben es, Metadaten zu einer Wikiseite abzulegen und abzufragen und kombinieren so die bekannten Vorteile eines Wikis mit den Möglichkeiten einer Datenbank. Dadurch ist eine einfache Datenintegration mit bestehenden Systemen möglich und es lässt sich menschliche mit maschineller Intelligenz verbinden. Das ist z. B. für Smart Factories relevant. Organisationen, die Semantic MediaWiki intern benutzen oder benutzten, sind unter anderem Pfizer, das Metropolitan Museum of Art und das US-Verteidigungsministerium.

## Merkmale
Enterprise Wikis besitzen teilweise eine größere Funktionalität als herkömmliche Wikis. Die Eigenschaften von Wikisystemen im Allgemeinen treffen auch auf Enterprise Wikis zu. Folgende Eigenschaften und Merkmale kennzeichnen Enterprise Wikis:
Einfache Erstellung und Bearbeitung von Inhalten
Die Erstellung und Manipulation in Enterprise Wikis soll so einfach wie möglich erfolgen, deshalb sind WYSIWYG-Editoren meist ein Standard in diesen Wikisystemen.
Strukturierung und Navigation
Die Strukturierungsfunktionalität muss angepasst werden, um die Unternehmensorganisation (oder Teilorganisationen eines Unternehmens) abbilden zu können.
Schnittstellen
Informationen sind für Unternehmen von großer Bedeutung. Deshalb sollen Enterprise Wikis in andere (bereits vorhandene) Systeme des Unternehmens integriert bzw. mit diesen verknüpft werden (z. B. LDAP-Anbindung, Import und Export verschiedener Dateiformate etc.).
Skalierbarkeit
Ein wesentlicher Aspekt für Unternehmen ist es, dass Systeme skalierbar sind.
Versionierung und Nachvollziehbarkeit
Die Änderungskontrolle in Enterprise Wikis besteht einerseits aus der Versionierung, die schon aus Wikis bekannt ist, und zusätzlich aus der Darstellung der letzten Änderungen im Wikisystem.
Der Spamschutz spielt in der betrieblichen Praxis kaum eine Rolle, da Mitarbeiter einer Firma für gewöhnlich keine Inhalte böswillig löschen oder verändern. Einige Firmen erlauben sogar anonyme Änderungen der Inhalte. Das Zulassen von anonymen Änderungen hat den Vorteil, dass Tabuthemen im Unternehmen angesprochen und thematisiert werden können, ist also eine Entscheidung, die im Wesentlichen von einer gelebten Vertrauenskultur abhängt.
Benutzerzugriffskontrolle
Enterprise Wikis unterstützen eine weitaus umfassendere Benutzerzugriffskontrolle als offene Wikis. Zu der üblichen Zugriffskontrolle nach Bearbeitungsaktionen (z. B. bearbeiten, lesen, löschen etc.) ist es bei Unternehmens-Wikis notwendig Projekte, Abteilungen – also inhaltliche Gebiete – voneinander zu trennen. Dies begründet sich zum einen auf Sicherheitsvorgaben, gesetzlichen Datenschutzgründen (zum Beispiel personenbezogene Daten), aber auch auf Rücksicht auf die vorhandene Unternehmens- und Kommunikationskultur.
Zusätzlich sind viele Enterprise Wikis durch eine besondere Nutzerfreundlichkeit und eine erweiterte Suchfunktionalität, die auch Inhalte von Anhängen durchsuchen kann (z. B. Lucene), geprägt. Diese Merkmale und Funktionen werden durch den Einsatz neuer Softwaretechnologien wie beispielsweise Ajax unterstützt.

### Unterschiede zwischen Enterprise Wikis und öffentlichen Wikis
Enterprise-Wikis weisen gegenüber öffentlichen Wikis (wie z. B. Wikipedia) Besonderheiten auf. Der Einsatz von Wikis innerhalb von Unternehmen kann deshalb spezifische Herausforderungen mit sich bringen:
Motivation zur Beteiligung
Beiträge zu öffentlichen Wikis werden ohne äußere Verpflichtung geleistet. Diese Freiwilligkeit ist in Unternehmen nur bedingt gegeben. Die Motivation zur Teilnahme an der unternehmensinternen Wissenskommunikation geben nach einer Studie von Bartel 50 % der Befragten als größtes Problem beim Einsatz von Enterprise-Wikis an.
Qualitätsmanagement und Strukturierung
Die große Nutzerschaft öffentlicher Wikis soll eine selbstorganisierte Strukturierung und Qualitätssicherung des Wiki ermöglichen. In Enterprise-Wikis werden die Admin- und Redakteursrollen häufig gezielt konkreten Personen zugewiesen.
Zugänglichkeit des Wikis
Unternehmensinterne Wikis weisen zumeist einen höheren Grad sozialer Schließung als öffentliche Wikis auf. So sind nicht alle Bereiche jedem Mitglied des Unternehmens in gleicher Weise zugänglich. Einschränkungen von Zugriffsrechten in Enterprise-Wikis können zum Beispiel aus juristischen Gründen notwendig sein.
Nutzbarmachung von Wissen
Unternehmensinterne Wikis dienen häufig der Bearbeitung einer bestimmten Aufgabe bzw. eines bestimmten Projekts, und die innerhalb des Wikis generierten Inhalte werden direkt in organisationsrelevante Entscheidungen umgesetzt. Diese Ziel- und Anwendungsorientierung unternehmensinterner Wikis geht mit einer stärkeren zeitlichen Beschränkung und thematischen Schließung gegenüber öffentlichen Wikis einher.
Anonymität
Viele öffentliche Wikis ermöglichen eine anonyme Nutzung. Die Nutzer unternehmensinterner Wikis sind sich dahingegen meist bekannt. So kommt es im Rahmen unternehmensinterner Wikis beispielsweise zu einer „räumlichen Rückkoppelung“ an reale Orte, wenn sich die Nutzer eines Enterprise-Wikis anlässlich eines Meetings begegnen.
Kontrast zu bestehenden Hierarchien
Die Nutzer öffentlicher Wikis stehen eher in heterarchischer Beziehung zueinander. Enterprise-Wikis werden im Rahmen einer bereits bestehenden organisationalen Struktur mit zumeist hierarchischen Beziehungssystemen implementiert. Diese bestehenden Hierarchien können Wiki-interne Kommunikationsprozesse beeinflussen.
Diese Besonderheiten von Enterprise-Wikis gegenüber öffentlichen Wikis können einen Einfluss auf die Zusammenarbeit haben. Als Formen der Zusammenarbeit können Kooperation und Kollaboration voneinander abgegrenzt werden:
Bei kooperativer Zusammenarbeit wird die gemeinsam zu bearbeitende Aufgabe in Teilaufgaben gegliedert. Einzelnen Personen oder Personengruppen werden bestimmte Teilaufgaben zugeordnet. Diese Zuordnung kann hierarchisch durch Zuweisung oder heterarchisch durch Verhandlung vorgenommen werden. Die feste Koppelung von Person und Teilaufgabe findet vor Beginn der Aufgabenbearbeitung statt.
Bei kollaborativer Zusammenarbeit beteiligt sich jeder entsprechend seinen Fähigkeiten und Fertigkeiten an allen Schritten der Aufgabenbearbeitung. Es findet keine Zuordnung von Personen oder Personengruppe zu Teilaufgaben statt, eine temporäre und dynamische Koppelung ist jedoch möglich. Kollaborativer Zusammenarbeit liegen heterarchische Beziehungen zu Grunde.
Entsprechend den beschriebenen Besonderheiten unternehmensinterner Wikis begünstigen diese eine kooperative Zusammenarbeit. Kollaborative Wissensproduktion ist dahingegen in öffentlichen Wikis wahrscheinlicher.

## Anwendungsbeispiele
- Pedia: ein zentrales Wiki für alle Mitarbeiter, das umfassendes Basiswissen zu allen für das Unternehmen relevanten Themen vermittelt und deren Zusammenhänge transparent macht. Daher werden Pedias häufig auch als interne Wikipedia beschrieben. In einem Unternehmen sollte es – pro Sprachversion – nur eine einzige Pedia geben, in der durch Wikigärtnern sichergestellt wird, dass es für jedes Thema nur genau eine Seite gibt. Einige Formate wie z. B. Unternehmensglossare und rein wissenvermittelnde Elemente des Intranets bieten sich an, in die Pedia überführt zu werden. Andere Formate wie z. B. Blogs, Team-, Themen- und Projektwikis bleiben eigenständig und werden dort vernetzt, kontextualisiert und leichter zugänglich gemacht. Erfolgreiche unternehmensinterne Pedias betreiben zum Beispiel Siemens (Wikisphere, seit 2008), Audi (audi wissen) und Volkswagen.
- Team-Wiki: Diskussionen und deren Ergebnisse dokumentieren, FAQ-Liste, Ideen skizzieren/sammeln/austauschen, Interne Neuigkeiten, Andon-Board[10]
- Themen-Wiki: Konkurrenzbeobachtung und Wettbewerbsanalyse, Themen-Handbücher z. B. für Qualitätsmanagement, interne Richtlinien, Geschäftsprozesse dokumentieren, Adressbuch, zentraler Kalender
- Projekt-Wiki: Projektmanagement und -dokumentation, Anforderungsmanagement
- Persönliches Wiki: Aufgabenlisten, Dokumentation von Arbeitsergebnissen

Auch wenn ein Wiki als Content-Management-System theoretisch jede Art von Inhalt abbilden kann, werden für Blogs und Enterprise Social Networks spezialisierte Lösungen genutzt.
Semantische Wikis werden z. B. innerhalb der NASA genutzt.

## Software
Es gibt viele Anbieter von Enterprise Wikis (vergleiche Liste von Wiki-Software). Die wichtigsten sind Erweiterungen von MediaWiki, für die professionelle Entwicklung und Beratung von verschiedenen Dienstleistern angeboten wird, das proprietäre und wegen des Zusammenspiels mit Jira im IT-Umfeld verbreitete Confluence, sowie Foswiki, PmWiki, TWiki und das datenbanklose DokuWiki. Einen Vergleich verschiedener Wikisysteme bietet die WikiMatrix.
Je nach Anwendungsfall im Kontext des Wissensmanagements wirken sich die Stärken und Schwächen verschiedener Wiki-Systeme unterschiedlich aus.
Um kostspielige Migrationen zu vermeiden, ist bei der Auswahl eines Enterprise-Wikis besonders wichtig, auf die weite Verbreitung der Wiki-Software zu achten. Sie kann daran abgelesen werden, wie viele Referenzen es gibt und ob es eine aktive Nutzer-Community gibt.

## Geschichte
Erste Enterprise Wikis wurden bereits Mitte der 1990er Jahre zur Produktverwaltung in IT-Projekten eingesetzt. Als eine der ersten unternehmensinternen Pedias gilt die 2005 von einem Mitarbeiter bei Intel gestartete 'Intelpedia', die schnell sehr erfolgreich wurde.
Einen Höhepunkt des Interesses erreichten Enterprise Wikis 2008 im Rahmen der Adaption von Enterprise 2.0. Aktuell steigt das Interesse an Enterprise Wikis wieder wegen des steigenden Bedarf an Wissensmanagement, der neben der mit VUCA beschriebenen wachsenden Komplexität innerhalb und außerhalb des Unternehmens auch durch die Implementierung agiler Arbeits- und Organisationsformen entsteht.

## Informationsquellen

### Konferenzen
- Enterprise MediaWiki Conference (jährlich im Frühjahr stattfindende Konferenz zu Enterprise Wikis, die auf der Software MediaWiki laufen)